# AMOLF

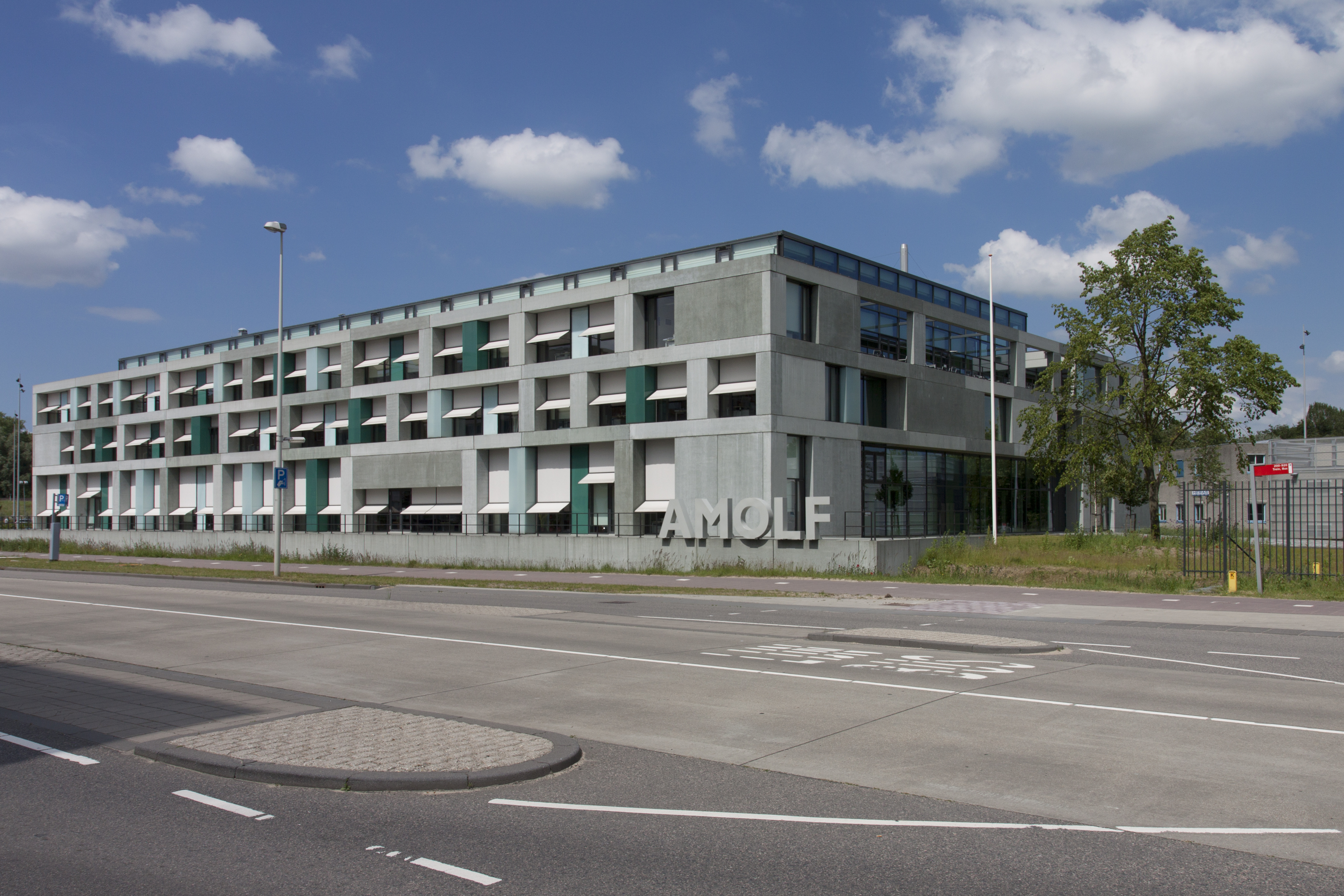
AMOLF (2012)

FOM-instituut AMOLF (mai adesea cunoscut sub acronimul AMOLF, derivat din numele vechi FOM-Instituut voor Atoom- en Molecuulfysica), este unul din cele trei institute de cercetare patronate de fundația Stichting voor Fundamenteel Onderzoek der Materie (FOM). În engleză poartă numele FOM Institute AMOLF (fost FOM Institute for Atomic and Molecular Physics). Situat în Amsterdam, este recunoscut drept unul din cele mai prestigioase institute europene de cercetare interdisciplinară (nanofotonică, femtofizică, sisteme biomoleculare).

## Istoric
A fost fondat de guvernul neerlandez in 1946.